# ۱۱ مهر
۱۱ مهر/میزان صد و نود و هفتمین روز سال در گاه‌شماری خورشیدی است. به پایان سال ۱۶۸ روز (۱۶۹ روز در سال کبیسه) باقی‌است.

## رویدادها
- ۱۳۳۷ - شروع به كار تلویزیون در ایران
- ۱۳۸۳ - استعفا محمد علی ابطحی از مقام معاونت پارلمانی و حقوقی رئیس‌جمهور[۱]
- ۱۳۹۴. حمله مرگبار هوایی به بیمارستان قندوز (افغانستان).. این حمله از سوی نیروی هوایی امریکا مستقر در افغانستان انجام گرفت و قربانیان و زخمی‌های بسیار داشت.(۳ اکتبر ۲۰۱۵)
- ۱۴۰۱ - آغاز بحران ارزی ۱۴۰۱ ایران

## زادروزها
- ۱۳۱۸ - پرفسور ابراهیم میرزایی، بنیانگذار کانگ فو‌ توآ
- ۱۳۵۳ - عادل فردوسی‌پور، تهیه‌کننده تلویزیونی
- ۱۳۵۸ - حسین کاظمی، بازیکن فوتبال
- ۱۳۶۶ - بهنام بانی، خواننده
- ۱۳۷۷ - احسان حسینی، بازیکن فوتبال
- ۱۳۷۳- ابوالفضل آقامحمدی، بنیانگذار سبکwka کیک بوکسینگ
- ١٣٧٣- حسن غلامی، گوینده و صداپیشه

## درگذشت‌ها
- ۱۳۰۰ - محمدتقی پسیان، نظامی
- ۱۳۶۶ - آلک در-خاچاطوریان، مترجم ارمنی‌تبار
- ۱۳۸۵ - عمران صلاحی، شاعر، نویسنده، مترجم و طنزپرداز
- ۱۴۰۰ - مهین کوره‌چیان، بازیکن بسکتبال
- ۱۴۰۰ - محمد اسماعیل‌زاده، خواننده